# Макаров Сергій Дмитрович
Сергій Дмитрович Макаров (нар. 8 червня 1977, Жданов, Донецька область, Україна) — український футбольний функціонер. Президент Професіональної футбольної ліги України.

## Життєпис
Сергій Макаров закінчив Донецький державний технічний університет спочатку за спеціальністю управління зовнішньоекономічною діяльністю, а згодом — інформаційних комп'ютерних систем та технологій.
Щонайменше з 2009 року Макаров працював у ПФЛ, спочатку директором інформаційно-аналітичного центру, а згодом з 2010 року виконавчим директором. У той період Макаров отримав сертифікацію зі спортивного менеджменту за програмами НУФВСУ та CIES, які надавали ФФУ разом з ФІФА.
27 червня 2014 року Сергій Макаров переміг на президентських виборах ПФЛ, ставши п'ятим президентом організації. 27 червня 2018 року переобраний на посаду президента ПФЛ. 5 серпня 2020 року подав у відставку.